# Finn Butcher
Finn Butcher (Dunedin, 17 de março de 1995) é um canoísta neozelandês.

## Início da vida
Butcher nasceu em Dunedin em 17 de março de 1995. Ele cresceu em Alexandra, em Central Otago, e estudou na Dunstan High School. Ele é frequentemente chamado de "O Açougueiro".
Butcher estudou design industrial na Universidade de Otago por dois anos. Ele tirou um ano de folga da universidade para se concentrar em treinamento, viagens e competições. Ele se mudou para Auckland em 2016. Ele então se matriculou e se formou em um bacharelado em esporte e exercício por meio de estudo à distância na Universidade Massey.

## Carreira
Butcher tentou remar pela primeira vez aos nove anos. Sua experiência inicial com canoagem é no Rio Kawarau. Seu mentor foi Alan "Sarge" Hoffman, que morreu em 2022. Depois de se mudar para Auckland, ele foi morar com o colega canoísta Callum Gilbert para que pudessem maximizar seu tempo de treinamento no então novo Vector Wero Whitewater Park em Manukau.
No Campeonato Mundial Júnior e Sub-23 de Canoagem Slalom de 2018, Butcher ficou em quarto lugar no K-1 Sub-23, derrotado por pouco pelo sueco Erik Holmer pela medalha de bronze (Holmer terminou em 80,85 segundos e Butcher em 80,89 segundos). Ele ganhou uma medalha de prata no caiaque cross no Campeonato Mundial de 2021 em Bratislava, derrotado pelo ouro por Joe Clarke.
Butcher era um reserva não viajante para os jogos olímpicos de Tóquio 2020 para o evento K-1. No Campeonato Mundial de Canoagem Slalom da ICF de 2023, ele ganhou vagas de cota para a Nova Zelândia em K-1 e caiaque cross ao terminar em 13º e 11º, respectivamente. Ele foi selecionado para preencher essas vagas de cota e competiu em slalom K-1 e caiaque cross. No K-1, ele perdeu a final. Nos Jogos Olímpicos de Verão de 2024, em Paris, conquistou a medalha de ouro na competição do caiaque cross masculino, quando inesperadamente derrotou o tricampeão mundial Joe Clarke.